# Believe/Kumorinochi, kaisei
Believe/Kumorinochi, kaisei (Believe/曇りのち、快晴?) è il ventiquattresimo singolo del gruppo musicale giapponese Arashi, pubblicato il 4 marzo 2009. Il brano è incluso nell'album All the Best! 1999-2009, undicesimo lavoro del gruppo. Il singolo ha raggiunto la prima posizione della classifica Oricon dei singoli più venduti in Giappone, vendendo 661 851 copie. Il singolo è stato certificato doppio disco di platino. Believe è stato utilizzato come tema musicale del film di Takashi Miike Yattaman - Il film in cui recita Shō Sakurai. Kumorinochi, kaisei invece è stato utilizzato come tema musicale del dorama Uta no oniisan con Satoshi Ohno.

## Tracce
CD JACA-5136
1. Believe
2. Kumorinochi, kaisei (曇りのち、快晴)
3. Tobira (トビラ)
4. Believe (Original Karaoke)
5. Kumorinochi, kaisei (Original Karaoke) (曇りのち、快晴(オリジナル・カラオケ))
6. Tobira (Original Karaoke) (トビラ(オリジナル・カラオケ))

## Classifiche
| Classifica (2009) | Posizione più alta |
| ----------------- | ------------------ |
| Giappone          | 1                  |